# Huimanguillo

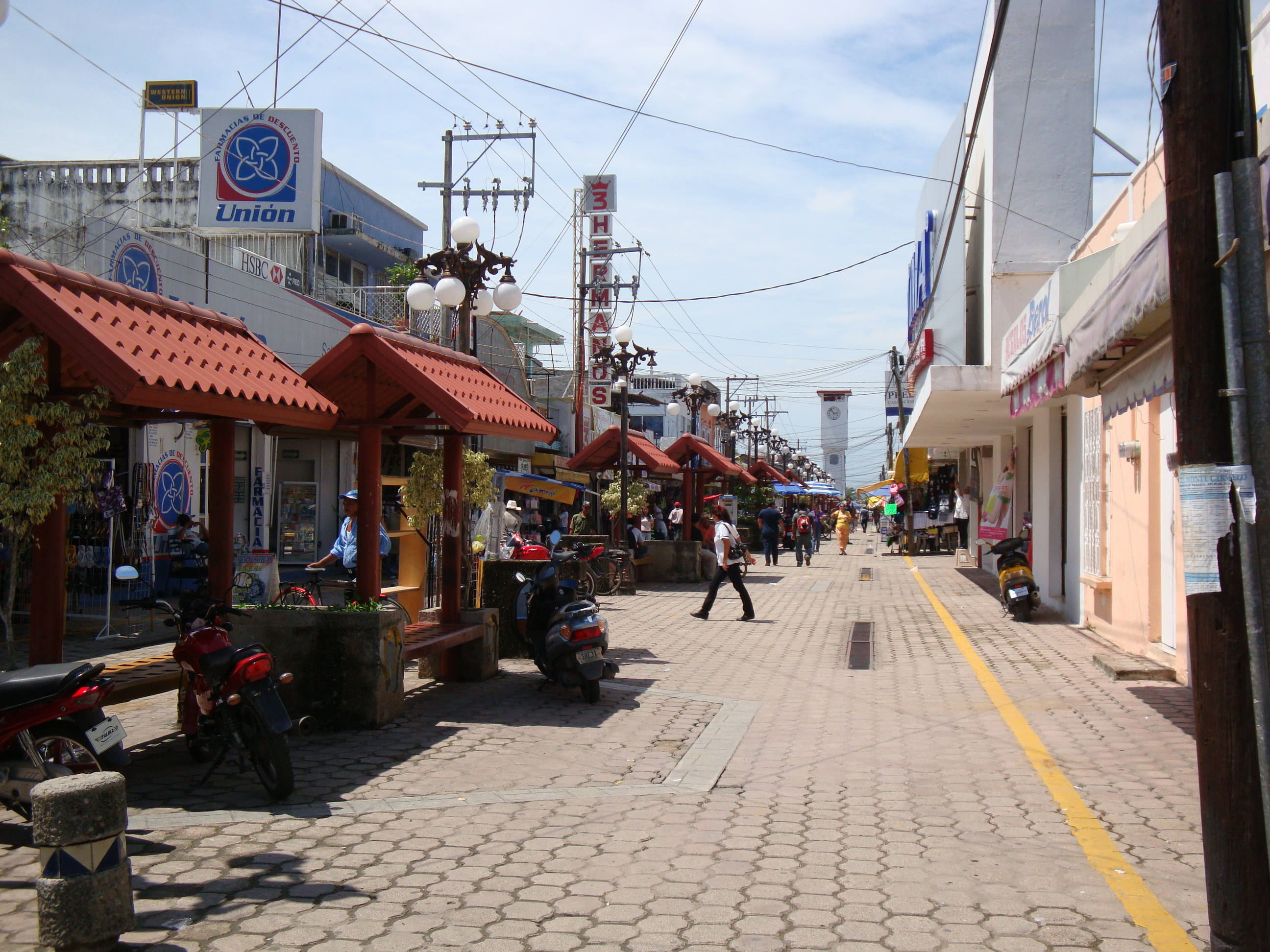
Deptak handlowy w centrum miasta

Huimanguillo – miasto w meksykańskim w stanie Tabasco, siedziba władz gminy Huimanguillo. Miasto położone jest w odległości około 80 km na południe od wybrzeża Zatoki Meksykańskiej oraz około 60 km na południowy zachód od stolicy stanu Villahermosa. W 2010 roku ludność miasta liczyła 27 344 mieszkańców, podczas gdy cała gmina Huimanguillo 179 285.